# 未知なる獣
「未知なる獣」（みちなるけもの）は、イギリスのSFドラマ『プライミーバル』の第1章第6話にして最終話。イギリスではITVで2007年3月17日に初放送された。本作では新たな時空の亀裂が開き、調査チームは自分たちが過去からではなく未来からやって来た高度に進化した捕食動物との激しい戦いに晒されていることを悟る。

## プロット

### あらすじ
ディーンの森にペルム紀へ通じる時空の亀裂が開く。そこから現代に入り込んだ生物は柵を破って近隣のウェリントン動物園に侵入し、オスのライオン1頭と従業員3人を殺害する。生物の正体を知るヘレン・カッターはスティーブンとコンタクトを取って内務省の役人2人とニックを呼び出し、高度に進化した未来の生物が営巣して人間を餌にしていると警告する。過去改変の可能性を極限まで小さくするため生物は生きたまま亀裂へ戻す方針を採ったニックであったが、生物が危険すぎることと、殺害しても過去に影響がないことから、特殊部隊に生物の射殺命令を下してディーンの森へ突入する。しかし想定を上回る俊敏性と探知能力に翻弄され、特殊部隊は1人ずつ森の中に引きずられて戦力を削がれてゆく。
動物園のライオンの檻で未知のコウモリの血液が得られたこと、そして高周波の音波を感知できる犬が生物襲撃の直前に吠えていたことから、生物の正体はコウモリの子孫であることが判明する。コナー・テンプルがコウモリの襲撃を辛うじて躱してオシロスコープを回収し、調査チームはコウモリの巣を発見して既に生まれていた幼体を確保、そして子の危機を察知して襲撃に来た成体の射殺に成功する。
一夜明け、ニックとヘレンおよび特殊部隊は、危険回避のため未来への亀裂を封鎖すべくペルム紀に出発する。しかし現代で駆除されたコウモリが解剖の結果オスであると判明すると共に、亀裂探知のため帰巣本能に期待されて連れられていた幼体を追いかけメスの成体がペルム紀に侵入する。ニックが以前ペルム紀で目撃したキャンプ場が自らの未来の姿であることを悟るや否や、メスのコウモリが特殊部隊を襲撃し、部隊は全滅して幼体がケージから解放されてしまう。しかしキャンプ場はペルム紀土着の捕食者ゴルゴノプス類の縄張りにあり、騒音を聞きつけたゴルゴノプス類と未来生物の間で死闘が繰り広げられる。片目を失いながらもゴルゴノプス類がコウモリを倒して片は付いたが、解放されたコウモリの幼体が2匹ペルム紀に取り残されることとなる。
未来の亀裂への探求心を人間社会よりも優先するヘレンと別れて現代に帰還したニックは、恋仲になりつつあったクローディアの存在が歴史から消えてしまったことを知る。

### 連続性
本作から第2章第2話「オフィス街の霧」までは連続したエピソードとなっている。

## キャスト
日本語吹替声優は左からNHK放送版、DVD版の順。
ニック・カッター
演 - ダグラス・ヘンシュオール、声 - 堀内賢雄/大塚芳忠
スティーブン・ハート
演 - ジェームズ・マレー、声 - 川本克彦/加瀬康之
コナー・テンプル
演 - アンドリュー・リー・ポッツ、声 - 宮下栄治/浪川大輔
アビー・メイトランド
演 - ハナ・スピアリット、声 - 斉藤梨絵/足立友
クローディア・ブラウン
演 - ルーシー・ブラウン、声 - 加藤優子/小林さやか
ヘレン・カッター
演 - ジュリエット・オーブリー、声 - 唐沢潤/赤池裕美子
ジェームズ・レスター
演 - ベン・ミラー、声 - 横島亘/御園行洋
トム・ライアン
演 - マーク・ウェイクリング、声 - 藤真秀/一馬芳和

## 登場する生物
未来の捕食動物
コウモリから進化した未来生物。コウモリ（翼手目）と齧歯目は哺乳類の中では種数の多い部類であり、現在のように季節の移り変わりのある機構が続けば脊椎動物相は哺乳類が支配的であると考えられていることから、未来生物としてコウモリから進化した肉食動物が登場した。
ゴルゴノプス類
スクトサウルス
コエルロサウラヴス

## 製作
未来生物を扱う書籍『アフターマン』の著者ドゥーガル・ディクソンと古生物学者ダレン・ナイシュは、『アフターマン』に登場するナイト・ストーカーと呼ばれる地上棲コウモリと本作の未来生物の類似性を指摘し、ナイト・ストーカーがインスパイアした可能性があると対談で述べた。捕食動物はデジタル環境で製作され、ロケ地に赴かずして演出が可能であった。捕食動物のデザインを担当したデジタルテクスチャリーダーのダレン・ホーレイはこの柔軟な製作体勢を喜ばしく感じ、彼らが手掛けた中で最高のテレビ作品が出来たと自負した。
なお、未来の捕食動物とゴルゴノプス類の戦闘シーンが本作のイメージとして使用されているが、捕食動物との戦闘で首に傷を負ったゴルゴノプス類のモデルが2007年の映画『アドベンチャー・オブ・ジ・アース』のパッケージに流用されている。パッケージを飾っているのはティラノサウルスであり、系統的に全く異なるゴルゴノプス類の頭部を合成したことで科学的に正しくない状態になっている。

## 放送
ITVでの2007年3月17日の放送では、最終視聴者数は652万人に達した。ドイツでは Der gnadenlose Jäger という題で2007年7月9日にプロジーベンにて、アメリカ合衆国では2008年9月13日にBBCアメリカにて放送された。

### 日本での放送
日本では2009年1月4日午後5時10分からNHK総合で初放送された後、同年8月8日午後5時10分からNHKデジタル衛星ハイビジョン、8月27日午後5時5分にアナログ放送とデジタル放送共にNHK総合で再放送され、2010年5月9日に午前10時50分からの枠で再度再放送された。

## 反響

### 一般の反応
NHKオンデマンドの特選ライブラリーでは、それぞれの作品で配信時期に差があるものの、2008年12月1日から2009年8月31日までのPCでの視聴回数で第90位を記録した。100位圏内に入った『プライミーバル』のエピソードには本作以外に第1章第1話「太古への扉」（第6位）と第1章第2話「恐怖の巨大グモ」（第74位）がある。
後に放送された第3章第1話「ナイルの魔獣」では、時空の亀裂を通って過去の人類史に出没した生物が神話や伝説の起源になったという仮説が劇中で立てられており、これに沿って未来の捕食動物がチュパカブラ伝承の起源になったとする説がファンの間で囁かれている。

### 批評家の反応
タイムズ紙は「未知なる獣」に4つ星を与えた。BBC Four の番組『Screenwipe』でテレビ番組を批評しているチャーリー・ブルッカーは「例えば『秘密情報部トーチウッド』よりも良い」「今までに見たイギリスのテレビ番組で最高の特殊効果のある、恥じることのない土曜日の夜の大衆向け番組だ」と夢中で称賛した。本作では登場人物による『スター・ウォーズ』シリーズへの言及が多すぎると不満を口にするファンもいたが、脚本家エイドリアン・ホッジスはむしろその文化的レファレンスがコナーのキャラクター性を育んでいると述べた。
Webサイト The Sci-Fi Online のポール・シンプソンは「未知なる獣」に10点満点中8点の評価を付けた。彼は第1話「太古への扉」で登場した白骨体の正体やヘレンの真の目的が明かされたことを喜んだ。彼は本作のクリフハンガーは第2章に完全なる新しい可能性をもたらしたとしたが、『プライミーバル』で最も強固であった登場人物同士の関係性の1つはヘレンの失言で崩れてしまい、様々な理由でニックの人生が断片化してしまったと述べた。未来の捕食動物が少なからず吸血鬼の描写を借用していると指摘した一方で人間ドラマに重点が置かれていると述べた彼は、第1章をかけて凝縮された演技と演出を称賛し、第2章に期待を寄せる形でレビューを締め括った。
「未知なる獣」は特に未来の捕食動物の効果が高く評価され、2008年視覚効果協会賞にノミネートされた。同じくノミネートされた作品にはBBCのSFドラマ『ドクター・フー』第3シリーズ「ラスト・オブ・タイムロード」などがあり、受賞は電子音楽ユニットのケミカル・ブラザーズのパフォーマンスに譲った。